# Constant Van Havere
Constant Van Havere (Bazel, 25 juli 1870 - Steendorp, 14 december 1941) was een Belgische gelaagwerker en politicus.

## Levensloop
Constant was de negende van vijftien kinderen in het arbeidersgezin van Petrus Joannes Van Havere (1832-1883) en Fidelia Engels (1837-1884). Hij trouwde een eerste maal met Maria Sidonia De Jonghe. Na haar overlijden trouwde hij met Aloysia Windey met wie hij zes kinderen kreeg.
Van Havere was van 1933 tot 1941 burgemeester van zijn woonplaats Steendorp, na verkozen te zijn tot gemeenteraadslid op een kieslijst van het Katholiek Verbond van België. 